# C19orf38
C19orf38 (англ. Chromosome 19 open reading frame 38) – білок, який кодується однойменним геном, розташованим у людей на короткому плечі 19-ї хромосоми. Довжина поліпептидного ланцюга білка становить 230 амінокислот, а молекулярна маса — 24 753.
| 10         |  | 20         |  | 30         |  | 40         |  | 50         |
| ---------- |  | ---------- |  | ---------- |  | ---------- |  | ---------- |
| MPWTILLFAA |  | GSLAIPAPSI |  | RLVPPYPSSQ |  | EDPIHIACMA |  | PGNFPGANFT |
| LYRGGQVVQL |  | LQAPTDQRGV |  | TFNLSGGSSK |  | APGGPFHCQY |  | GVLGELNQSQ |
| LSDLSEPVNV |  | SFPVPTWILV |  | LSLSLAGALF |  | LLAGLVAVAL |  | VVRKVKLRNL |
| QKKRDRESCW |  | AQINFDSTDM |  | SFDNSLFTVS |  | AKTMPEEDPA |  | TLDDHSGTTA |
| TPSNSRTRKR |  | PTSTSSSPET |  | PEFSTFRACQ |  |            |  |            |

A: Аланін

C: Цистеїн

D: Аспарагінова кислота

E: Глутамінова кислота

F: Фенілаланін

G: Гліцин

H: Гістидин

I: Ізолейцин

K: Лізин

L: Лейцин

M: Метіонін

N: Аспарагін

P: Пролін

Q: Глутамін

R: Аргінін

S: Серин

T: Треонін

V: Валін

W: Триптофан

Локалізований у мембрані.